# Ditlevsenella danica
Ditlevsenella danica är en rundmaskart. Ditlevsenella danica ingår i släktet Ditlevsenella, och familjen Enchelidiidae. Arten är reproducerande i Sverige.